# Эрикссон, Маркус (автогонщик)
Ма́ркус Э́рикссон (швед. Marcus Ericsson; родился 2 сентября 1990 года в Кумле, Швеция) — шведский автогонщик, победитель чемпионата японской Формулы-3 (2009), пилот GP2 (2009—2013), Формулы-1 (2014—2018) и IndyCar (с 2019), победитель «500 миль Индианаполиса» (2022).

## Спортивная карьера

### Ранние годы
Маркус Эрикссон родился в одном из автоспортивных центров Швеции: лен Эребру, куда входит родной город Эрикссона Кумла, также дал национальному автоспорту чемпиона мира по ралли Стига Бломквиста и двукратного вице-чемпиона мира Формулы-1 Ронни Петерсона. Маркус впервые попробовал себя за рулём гоночной техники в девять лет, сев за руль карта на соседском картодроме; владелец сооружения — титулованный шведский кузовной гонщик Фредрик Экблом — вскоре обратил внимание на юного соотечественника, быстро сумевшего проезжать круги по трассе на уровне лучших результатов за всю её историю. Экблом встретился с отцом юноши и убедил того серьёзно заняться, для начала, карьерой сына в картинговых соревнованиях, со своей стороны поспособствовав в поисках источников финансирования выступлений Маркуса. За несколько лет в подобных гонках Эрикссон добился неплохих успехов в североевропейских соревнованиях, а также обратил на себя внимание другого известного шведского автогонщика — Кенни Брака, поспособствовавшего в 2007 году переходу Маркуса в гонки формульного типа.
Кенни задействовал свои связи в британском автогоночных кругах и устроил Эрикссону сначала тесты в британском чемпионате Формула-БМВ, а затем и смог найти финансирование на подписание контракта с командой Fortec Motorsport. Выбор Брака оказался вполне удачен — Маркус смог быстро найти общий язык с инженерами команды и уже в дебютный сезон стал победителем общего зачёта серии, одержав семь побед в восемнадцати стартах. Быстрый успех на незнакомых трассах позволил через год перейти в местный чемпионат Формулы-3, где Маркус также не затерялся, заняв пятое место в личном зачёте. Юный швед получил ряд предложений о продолжении карьеры в Формуле-3 в сезоне-2009, в итоге подписывая контракт с проектом TOM’S в восточноазиатских гонках. Выбор оказался удачным — небольшое количество соперников и собственные хорошие результаты позволили Эрикссону выиграть японское первенство Формулы-3 (с пятью победами в шестнадцати стартах) и неплохо проявить себя на Гран-при Макао, выиграв квалификацию и финишировав на четвёртой позиции в основной гонке.

### GP2 (2009—2013)
Добившись титула в Формуле-3, Эрикссон перешёл в GP2 на зимний сезон 2009/10. Первый сезон не принёс особых результатов, но стабильная спонсорская поддержка позволила ему задержаться в гонках серии на четыре сезона. Маркус не раз демонстрировал неплохую скорость, уже в первый сезон в основном первенстве выиграл гонку, но так и не смог найти себе команду, позволившую бы ему бороться за титул: даже выступая в 2013 в одной из сильнейших команд серии, DAMS, он постоянно испытывал различные проблемы и занял в чемпионате лишь шестое место, впервые финишировав в очковой зоне только в десятой гонке сезона.

### Формула-1 (2009, 2014—2019)
Впервые Маркус Эрикссон управлял автомобилем Формулы-1 в декабре 2009 года: он участвовал в тестах команды Brawn. Накануне сезона 2014 Формулы-1 Маркус Эрикссон подписал контракт боевого пилота с командой Caterham F1. Британо-малайзийский коллектив был слабейшей командой чемпионата, и Маркус крайне редко получал шанс бороться хотя бы в середине пелотона; впрочем, такие возможности время от времени выпадали, и на Гран-при Монако 2014 года, где многие пилоты на более быстрой и надёжной технике допустили результативные ошибки, Эрикссон смог к концу гонки подняться на 11-е место, в шаге от очковой зоны. Успех в Монако не имел дальнейшего продолжения, а после того, как у Caterham после Гран-при России 2014 года обострились финансовые проблемы, швед и его менеджмент досрочно расстались с малайзийским коллективом, подписав соглашение с Sauber.
В 2015 Маркус в Sauber существенно уступал партнёру — Фелипе Насру, но общая скорость доставшейся ему техники была гораздо выше. В итоге уже в первом Гран-при сезона в Австралии пилоты швейцарской команды боролись в середине пелотона, а множественные сходы в и без того поредевшем пелотоне (на старт первой гонки вышло лишь 15 гонщиков) позволили обоим гонщикам Sauber пробиться в топ-10: Эрикссон, уступив лидеру круг, занял восьмое место, а Наср финишировал пятым. В дальнейшем Эрикссон ещё четыре раза финишировал в очковой зоне (в том числе трижды подряд в Венгрии, Бельгии и Италии). Но во всех этих случаях он финишировал не выше 9-го места (три 10-х места и одно 9-е) и в итоге набрал существенно меньше очков, чем Наср: 9 очков у Эрикссона против 27 у Насра. В чемпионате Наср занял 13-е место, а Эрикссон — 18-е.
Эрикссон и Наср остались в Sauber на сезон 2016 года. Команда стала выступать заметно слабее, долгое время шла без очков, а в Гран-при Монако пилоты Sauber столкнулись между собой. Эрикссону так и не удалось набрать очки за весь сезон 2016 года, в отличие от Насра, который занял 9-е место в Гран-при Бразилии, что позволило Sauber занять предпоследнее место в кубке конструкторов. Несмотря на это, на сезон 2017 года в Sauber остался только Маркус Эрикссон.
В сезоне 2017 года напарником Эрикссона стал Паскаль Верляйн (в первых двух Гран-при Верляйна из-за его травмы заменял Антонио Джовинацци). Эрикссон уступил внутрикомандное противостояние и Верляйну, снова не набрав очков, в то время как Верляйн набрал 5 очков. При этом на Гран-при Азербайджана Эрикссон шёл десятым, но пропустил Верляйна. Однако на 2018 год Эрикссон вновь остался в Sauber, а Верляйн покинул Формулу-1.
В Гран-при Бахрейна 2018 года Эрикссон занял 9-е место и принёс Sauber первые очки в сезоне. Несмотря на это, он набрал существенно меньше очков (9 против 39), чем его новый напарник — дебютировавший в Формуле-1 Шарль Леклер. По итогам сезона Эрикссон занял 17-е место в личном зачёте. На следующий год команда Sauber была преобразована в Alfa Romeo и полностью обновила свой состав — её пилотами стали Кими Райкконен и Антонио Джовинацци. Маркус Эрикссон утратил место боевого пилота в Формуле-1, но стал тест-пилотом Alfa Romeo.

### IndyCar Series (2019—)
В 2019 году Эрикссон перешёл в IndyCar Series, где подписал контракт с командой Schmidt Peterson Motorsports. В дебютном сезоне лучшим его результатом стало второе место во второй гонке Гран-при Детройта. Также Маркус пропустил Гран-при Портленда, так как был вынужден исполнять функции запасного пилота Alfa Romeo на Гран-при Бельгии. По итогам сезона Эрикссон занял 17-е место.
В 2020 году Эрикссон перешёл в команду Chip Ganassi Racing. Занял 12-е место, лучшим результатом стало четвёртое место во второй гонке на Роуд Америка.
В 2021 году Эрикссон продолжил выступать за Chip Ganassi Racing. Одержал первую победу в IndyCar в первой гонке Гран-при Детройта, где в заключительной части гонки на рестарте после её остановки вышел в лидеры после отказа машины Уилла Пауэра. Маркус финишировал вторым на Мид-Огайо, и затем одержал вторую победу в сезона в хаотичной гонке на улицах Нашвилла. После двух побед Эрикссон считался одним из претендентов на титул, однако результаты в концовке сезона не позволили за него побороться, и Маркус занял 6-е место в личном зачёте с 12 финишами в топ-10.
29 мая 2022 года Эриксон выиграл 106-ю гонку 500 миль Идианаполиса.

## Результаты выступлений

### Статистика
| 2007      | Британская Формула-БМВ          | Fortec Motorsport                  | 18              | 7               | 11              | 6               | 676             | 1               |
| 2008      | Британская Формула-3            | Fortec Motorsport                  | 22              | 0               | 2               | 4               | 141             | 5               |
| 2008      | Гран-при Макао Ф3               | Carlin Motorsport                  | 1               | 0               | 0               | 0               |                 | НК              |
| 2009      | Британская Формула-3            | Räikkönen Robertson Racing         | 6               | 2               | 1               | 0               | 65              | 11              |
| 2009      | Японская Формула-3              | TOM’S                              | 16              | 5               | 6               | 9               | 112             | 1               |
| 2009      | Гран-при Макао Ф3               | TOM’S                              | 1               | 0               | 1               | 0               |                 | 4               |
| 2009-10   | GP2 Asia                        | ART Grand Prix Super Nova Racing   | 4               | 0               | 0               | 0               | 0               | НК              |
| 2010      | GP2                             | Super Nova Racing                  | 20              | 1               | 0               | 0               | 11              | 17              |
| 2011      | GP2 Asia                        | iSport International               | 4               | 0               | 0               | 0               | 9               | 6               |
| 2011      | GP2                             | iSport International               | 18              | 0               | 0               | 1               | 25              | 10              |
| 2011      | GP2 Final                       | iSport International               | 2               | 0               | 0               | 0               | 10              | 2               |
| 2012      | GP2                             | iSport International               | 24              | 1               | 0               | 1               | 124             | 8               |
| 2013      | GP2                             | DAMS                               | 22              | 1               | 2               | 3               | 121             | 6               |
| 2014      | Формула-1                       | Caterham F1                        | 16              | 0               | 0               | 0               | 0               | 19              |
| 2015      | Формула-1                       | Sauber F1                          | 19              | 0               | 0               | 0               | 9               | 18              |
| 2016      | Формула-1                       | Sauber F1                          | 21              | 0               | 0               | 0               | 0               | 22              |
| 2017      | Формула-1                       | Sauber F1                          | 20              | 0               | 0               | 0               | 0               | 20              |
| 2018      | Формула-1                       | Alfa Romeo Sauber F1               | 21              | 0               | 0               | 0               | 9               | 17              |
| 2019      | IndyCar Series                  | Arrow Schmidt Peterson Motorsports | 16              | 0               | 0               | 1               | 290             | 17              |
| 2019      | Формула-1                       | Alfa Romeo Racing                  | Резервный пилот | Резервный пилот | Резервный пилот | Резервный пилот | Резервный пилот | Резервный пилот |
| 2020      | IndyCar Series                  | Chip Ganassi Racing                | 14              | 0               | 0               | 1               | 291             | 12              |
| 2021      | IndyCar Series                  | Chip Ganassi Racing                | 16              | 2               | 0               | 1               | 435             | 6               |
| 2022      | IndyCar Series                  | Chip Ganassi Racing                | 17              | 1               | 0               | 1               | 506             | 6               |
| 2022      | Чемпионат IMSA                  | Cadillac Racing                    | 1               | 0               | 0               | 0               | 275             | 23              |
| 2022      | Porsche Carrera Cup Scandinavia | Porsche Experience Racing          | 2               | 0               | 0               | 1               | 21              | 18              |
| 2023      | IndyCar Series                  | Chip Ganassi Racing                | 17              | 1               | 0               | 0               | 438             | 6               |
| 2023      | Porsche Carrera Cup Scandinavia | Porsche Experience Racing          | 2               | 0               | 0               | 0               | 14              | 22              |
| 2024      | IndyCar Series                  | Andretti Global                    | 17              | 0               | 0               | 2               | 297             | 15              |
| 2024      | Чемпионат IMSA — GTP            | Wayne Taylor Racing with Andretti  | 1               | 0               | 0               | 0               | 245             | 33              |
| 2025      | IndyCar Series                  | Andretti Global                    |                 |                 |                 |                 |                 |                 |
| Источник: |                                 |                                    |                 |                 |                 |                 |                 |                 |

### Формула-1
| Легенда к таблице |                                                                    |
| --- | ------------------------------------------------------------------ |
| В таблице перечислены результаты всех Гран-при Формулы-1, в которых принимал участие гонщик. Строками таблицы являются сезоны, столбцами — этапы чемпионата мира. В каждой клетке указаны сокращённое название этапа и результат, дополнительно обозначенный цветом. Расшифровка обозначений и цветов представлена в нижеследующей таблице. |                                                                    |
| \| Пример \| Описание \| \| ------------ \| ------------------------------------------------------------------ \| \| 1 \| Победитель \| \| 2 \| Второе место \| \| 3 \| Третье место \| \| 5 \| Финишировал, заработав очки \| \| Сход \| Не финишировал, но при этом заработал очки \| \| 12 \| Финишировал, не получив очков \| \| НКЛ \| Финишировал, но не попал в финальную классификацию \| \| 15 \| Участвовал вне зачёта, либо по отдельной классификации \| \| 18 \| Не финишировал, но попал в финальную классификацию \| \| Сход \| Не финишировал \| \| НКВ \| Не прошёл квалификацию \| \| НПКВ \| Не прошёл предквалификацию \| \| ДСК \| Дисквалифицирован \| \| ИСК \| Исключён из протокола соревнований \| \| ТТ \| Заявлен для участия только в тренировках \| \| НС \| Участвовал в квалификации, но не стартовал в гонке \| \| Т \| Травмирован или болен \| \| ОТК \| Отказ от участия \| \| НТР \| Прибыл на соревнования, но на трассу не выезжал \| \| НПР \| Был заявлен в числе участников, но не прибыл к началу соревнований \| \| О \| Соревнования отменены \| \| \| Не участвовал \| \| Поул-позиция \| \| \| Быстрый круг \| \| |                                                                    |
| Пример | Описание                                                           |
| 1 | Победитель                                                         |
| 2 | Второе место                                                       |
| 3 | Третье место                                                       |
| 5 | Финишировал, заработав очки                                        |
| Сход | Не финишировал, но при этом заработал очки                         |
| 12 | Финишировал, не получив очков                                      |
| НКЛ | Финишировал, но не попал в финальную классификацию                 |
| 15 | Участвовал вне зачёта, либо по отдельной классификации             |
| 18 | Не финишировал, но попал в финальную классификацию                 |
| Сход | Не финишировал                                                     |
| НКВ | Не прошёл квалификацию                                             |
| НПКВ | Не прошёл предквалификацию                                         |
| ДСК | Дисквалифицирован                                                  |
| ИСК | Исключён из протокола соревнований                                 |
| ТТ | Заявлен для участия только в тренировках                           |
| НС | Участвовал в квалификации, но не стартовал в гонке                 |
| Т | Травмирован или болен                                              |
| ОТК | Отказ от участия                                                   |
| НТР | Прибыл на соревнования, но на трассу не выезжал                    |
| НПР | Был заявлен в числе участников, но не прибыл к началу соревнований |
| О | Соревнования отменены                                              |
| | Не участвовал                                                      |
| Поул-позиция |                                                                    |
| Быстрый круг |                                                                    |

| Сезон | Команда                   | Шасси         | Двигатель                 | Ш | 1        | 2        | 3        | 4      | 5      | 6        | 7        | 8      | 9        | 10       | 11       | 12     | 13       | 14       | 15       | 16       | 17     | 18       | 19     | 20       | 21       | Место | Очки |
| ----- | ------------------------- | ------------- | ------------------------- | - | -------- | -------- | -------- | ------ | ------ | -------- | -------- | ------ | -------- | -------- | -------- | ------ | -------- | -------- | -------- | -------- | ------ | -------- | ------ | -------- | -------- | ----- | ---- |
| 2014  | Caterham F1 Team          | Caterham CT05 | Renault F1-2014 Energy V6 | P | АВС Сход | МАЛ 14   | БАХ Сход | КИТ 20 | ИСП 20 | МОН 11   | КАН Сход | АВТ 18 | ВЕЛ Сход | ГЕР 18   | ВЕН Сход | БЕЛ 17 | ИТА 19   | СИН 15   | ЯПО 17   | РОС 19   | США    | БРА      | АБУ    |          |          | 19    | 0    |
| 2015  | Sauber F1 Team            | Sauber C34    | Ferrari 059/3 1,6 V6T     | P | АВС 8    | МАЛ Сход | КИТ 10   | БАХ 14 | ИСП 14 | МОН 13   | КАН 14   | АВТ 13 | ВЕЛ 11   | ВЕН 10   | БЕЛ 10   | ИТА 9  | СИН 11   | ЯПО 14   | РОС Сход | США Сход | МЕК 12 | БРА 16   | АБУ 14 |          |          | 18    | 9    |
| 2016  | Sauber F1 Team            | Sauber C35    | Ferrari 059/5 1,6 V6T     | P | АВС Сход | БАХ 12   | КИТ 16   | РОС 14 | ИСП 12 | МОН Сход | КАН 15   | ЕВР 17 | АВТ 15   | ВЕЛ Сход | ВЕН 20   | ГЕР 18 | БЕЛ Сход | ИТА 16   | СИН 17   | МАЛ 12   | ЯПО 15 | США 14   | МЕК 11 | БРА Сход | АБУ 15   | 22    | 0    |
| 2017  | Sauber F1 Team            | Sauber C36    | Ferrari 061 1,6 V6T       | P | АВС Сход | КИТ 15   | БАХ Сход | РОС 15 | ИСП 11 | МОН Сход | КАН 13   | АЗЕ 11 | АВТ 15   | ВЕЛ 14   | ВЕН 16   | БЕЛ 16 | ИТА 18   | СИН Сход | МАЛ 18   | ЯПО Сход | США 15 | МЕК Сход | БРА 13 | АБУ 17   |          | 20    | 0    |
| 2018  | Alfa Romeo Sauber F1 Team | Sauber C37    | Ferrari 062 EVO 1,6 V6T   | P | АВС Сход | БАХ 9    | КИТ 16   | АЗЕ 11 | ИСП 13 | МОН 11   | КАН 15   | ФРА 13 | АВТ 10   | ВЕЛ Сход | ГЕР 9    | ВЕН 15 | БЕЛ 10   | ИТА 15   | СИН 11   | РОС 13   | ЯПО 12 | США 10   | МЕК 9  | БРА Сход | АБУ Сход | 17    | 9    |

### IndyCar Series
| Легенда к таблице | Легенда к таблице            |
| Цвет              | Результат                    |
| ----------------- | ---------------------------- |
| Золотой           | Победитель                   |
| Серебро           | Второе место                 |
| Бронза            | Третье место                 |
| Зелёный           | 4-е и 5-е место              |
| Светло-синий      | 6-е — 10-е место             |
| Тёмно-синие       | Финиш вне Top10              |
| Пурпурный         | Не финишировал               |
| Красный           | Не прошёл квалификацию (НПК) |
| Коричневый        | Снялся с этапа (Wth)         |
| Чёрный            | Дисквалификация (ДК)         |
| Белый             | Не стартовал (НС)            |
| Бесцветный        | Не участвовал (НУ)           |
| Бесцветный        | Не соревновался              |
| Жирный            | Поул-позиция                 |
| Курсив            | Прошёл быстрейший круг       |

| Сезон | Команда                            | Шасси        | № | Двигатель | 1      | 2      | 3      | 4      | 5      | 6       | 7       | 8     | 9      | 10     | 11     | 12     | 13     | 14     | 15     | 16     | 17     | Место | Очки |
| ----- | ---------------------------------- | ------------ | - | --------- | ------ | ------ | ------ | ------ | ------ | ------- | ------- | ----- | ------ | ------ | ------ | ------ | ------ | ------ | ------ | ------ | ------ | ----- | ---- |
| 2019  | Arrow Schmidt Peterson Motorsports | Dallara DW12 | 7 | Honda     | STP 20 | COA 15 | ALA 7  | LBH 20 | IMS 24 | INDY 23 | DET 13  | DET 2 | TXS 7  | ROA 13 | TOR 20 | IOW 11 | MDO 23 | POC 12 | GTW 16 | POR    | LAG 11 | 17    | 290  |
| 2020  | Chip Ganassi Racing                | Dallara DW12 | 8 | Honda     | TXS 19 | IMS 6  | ROA 10 | ROA 4  | IOW 9  | IOW 9   | INDY 32 | GTW 5 | GTW 23 | MDO 15 | MDO 5  | IMS 10 | IMS 15 | STP 7  |        |        |        | 12    | 291  |
| 2021  | Chip Ganassi Racing                | Dallara DW12 | 8 | Honda     | ALA 8  | STP 7  | TXS 19 | TXS 12 | IMS 10 | INDY 11 | DET 1   | DET 9 | ROA 6  | MDO 2  | NSH 1  | IMS 9  | GTW 9  | POR 7  | LAG 6  | LBH 28 |        | 6     | 435  |
| 2022  | Chip Ganassi Racing                | Dallara DW12 | 8 | Honda     | STP 9  | TXS 3  | LBH 22 | ALA 12 | IMS 4  | INDY 1  | DET 7   | ROA 2 | MDO 6  | TOR 5  | IOW 8  | IOW 6  | IMS 11 | NSH 14 | GTW 7  | POR 11 | LAG 9  | 6     | 506  |
| 2023  | Chip Ganassi Racing                | Dallara DW12 | 8 | Honda     | STP    | TXS    | LBH    | ALA    | IMS    | INDY    | DET     | ROA   | MDO    | TOR    | IOW    | IOW    | NSH    | IMS    | GTW    | POR    | LAG    | -     | 0    |

### 500 миль Индианаполиса
| Год  | Команда                            | Шасси        | № | Двигатель | Старт | Финиш |
| ---- | ---------------------------------- | ------------ | - | --------- | ----- | ----- |
| 2019 | Arrow Schmidt Peterson Motorsports | Dallara DW12 | 7 | Honda     | 13    | 23    |
| 2020 | Chip Ganassi Racing                | Dallara DW12 | 8 | Honda     | 11    | 32    |
| 2021 | Chip Ganassi Racing                | Dallara DW12 | 8 | Honda     | 9     | 11    |
| 2022 | Chip Ganassi Racing                | Dallara DW12 | 8 | Honda     | 5     | 1     |

## Комментарии
1. ↑  В 2009 году участвовал в тестах команды Brawn, с 2019 года являлся тест-пилотом команды Alfa Romeo.